# Monte Montague
Pour les articles homonymes, voir Montague.
Walter Harry « Monte » Montague, né le 23 avril 1891 à Somerset (Kentucky) et mort le 6 avril 1959 à Burbank (Californie), est un acteur américain (parfois crédité Monty Montague).

## Biographie
Au cinéma, comme second rôle ou dans des petits rôles non crédités, Monte Montague contribue à plus de deux-cents films américains (y compris de nombreux serials ou westerns) ; ses deux premiers sortent en 1920, dont le serial The Flaming Disc (en) de Robert F. Hill (avec Elmo Lincoln et Louise Lorraine) ; les deux derniers sont des westerns sortis en 1956, dont La première balle tue de Russell Rouse (avec Glenn Ford et Jeanne Crain).
Entretemps, mentionnons L'Aigle de la mort de Ford Beebe et B. Reeves Eason (1932) et Le Premier Rebelle de William A. Seiter (1939), tous deux avec John Wayne, Les Pillards de Joseph Kane (1948, avec Rod Cameron et Ilona Massey), ou encore La Blonde du Far-West de David Butler (1953, avec Doris Day et Howard Keel).
Pour la télévision américaine, il participe uniquement à un épisode (diffusé en 1952) de la série-western The Adventures of Wild Bill Hickok (en) (avec Guy Madison dans le rôle-titre).

## Filmographie partielle

### Cinéma
- 1920 : The Flaming Disc (en), serial de Robert F. Hill : Batt Hogan
- 1922 : The Three Buckaroos (en) de Fred J. Balshofer : Athor
- 1922 : Paceful Peters de Louis King : « Cactus » Collins
- 1925 : The Ace of Spades (en), serial d'Henry MacRae : un acolyte
- 1925 : The Great Circus Mystery de Jay Marchant
- 1926 : The Mystery Club (en) d'Herbert Blaché : Snaky
- 1927 : Les Compagnons de la mort (en) (Somewhere in Sonora) d'Albert S. Rogell : « Kettle Belly » Simpson
- 1928 : À la rescousse (Clearing the Trail) de B. Reeves Eason : Tramp
- 1928 : The Noose de John Francis Dillon : un garde
- 1928 : The Air Patrol de Bruce M. Mitchell
- 1928 : The Wild West Show de Del Andrews
- 1929 : La Manière forte (en) (Courtin' Wildcats) de Jerome Storm : l'officier de police McLaren
- 1930 : Trigger Tricks (en) de B. Reeves Eason : Nick Dalgus
- 1931 : Quick Trigger Lee (en) de J. P. McGowan : Sam Wales
- 1932 : Texas Cyclone de D. Ross Lederman : Ott Randall
- 1932 : L'Aigle de la mort (The Shadow of the Eagle), serial de Ford Beebe et B. Reeves Eason : Callahan
- 1932 : Impatient Maiden (The Impatient Maiden) de James Whale : le conducteur d'ambulance
- 1933 : L'Homme invisible (The Invisible Man) de James Whale : un policier
- 1933 : Her First Mate de William Wyler
- 1933 : Clancy of the Mounted (en) serial de Ray Taylor : le bûcheron
- 1934 : The Red Rider, serial de Lew Landers : Bill Abel
- 1935 : Ville sans loi (Barbary Coast) d'Howard Hawks : un ivrogne
- 1936 : Flash Gordon, serial de Frederick Stephani et Ray Taylor : un soldat de Ming
- 1936 : Tarzan s'évade (Tarzan Escapes) de Richard Thorpe : le capitaine du bateau
- 1937 : Dick Tracy (en), serial d'Alan James et Ray Taylor : Clancy Fosse
- 1937 : Alerte la nuit (Night Key) de Lloyd Corrigan : un acolyte
- 1937 : Une nation en marche (Wells Fargo) de Frank Lloyd : un prospecteur
- 1938 : The Renegade Ranger de David Howard : Monte
- 1938 : Les Flibustiers (The Buccaneer) de Cecil B. DeMille : un pirate
- 1938 : Pals of the Saddle de George Sherman : un acolyte à la raffinerie de sel
- 1939 : Les Écumeurs du Far-West (en) (Racketeers of the Range) de D. Ross Lederman : Joe Larkin
- 1939 : Le Premier Rebelle (Allegheny Uprising) de William A. Seiter : le magistrat Morris
- 1939 : Les Trois Diables rouges (Daredevils of the Red Circle), serial de William Witney et John English : Tom
- 1940 : Young Bill Hickok (en) de Joseph Kane : Charlie Majors
- 1940 : La Caravane héroïque (Virginia City) de Michael Curtiz : un conducteur de diligence
- 1941 : The Apache Kid de George Sherman : le shérif
- 1941 : Barnacle Bill de Richard Thorpe : Dolan
- 1942 : Thundering Hoofs (en) de Lesley Selander : Slick
- 1942 : La Marine triomphe (The Navy Comes Through) d'A. Edward Sutherland : le troisième officier en second
- 1942 : The Cyclone Kid de George Sherman
- 1945 : Les Quatre Bandits de Coffeyville (The Daltons Ride Again) de Ray Taylor : le barman / un acolyte
- 1946 : La Ville des sans-loi (Badman's Territory) de Tim Whelan : un barman
- 1947 : Deux Nigauds et leur veuve (The Wistful Widow of Wagon Gap) de Charles Barton : un pilier de bar
- 1948 : Le Fils du pendu (Moonrise) de Frank Borzage : un chasseur
- 1948 : Les Pillards (The Plunderers) de Joseph Kane : un shérif-adjoint
- 1950 : Sur le territoire des Comanches (Comanche Territory) de George Sherman : Lem
- 1950 : La Femme sans loi (Frenchie) de Louis King : le patron du saloon
- 1951 : Quand les tambours s'arrêteront (Apache Drums) d'Hugo Fregonese : un rancher
- 1952 : Duel sans merci (The Duel at Silver Creek) de Don Siegel : le patron du bar
- 1952 : L'Heure de la vengeance (The Raiders) de Lesley Selander : l'armurier
- 1952 : Le Traître du Texas (Horizons West) de Budd Boetticher : un docteur
- 1953 : Le Déserteur de Fort Alamo (The Man from Alamo) de Budd Boetticher : un citoyen de Franklin
- 1953 : La Blonde du Far-West (Calamity Jane) de David Butler : Pete
- 1953 : Le Tueur du Montana (Gunsmoke) de Nathan Juran : le superintendant
- 1953 : L'aventure est à l'ouest (The Great Sioux Uprising) de Lloyd Bacon : Tom
- 1953 : La Trahison du capitaine Porter (Thunder Over the Plain) d'André de Toth : Radford
- 1954 : Les Rebelles (Border River) de George Sherman : un barman
- 1956 : La première balle tue (The Fatest Gun Alive) de Russell Rouse : un citoyen
- 1956 : Les Dernières Heures d'un bandit (en) (Showdown at Abilene) de Charles F. Haas : Will Moore

### Télévision
- 1952 : The Adventures of Wild Bill Hickok (en) (série), saison 3, épisode 4 Mexican Gun Running Story de Frank McDonald : Williams